# Pałac w Milikowicach
Pałac w Milikowicach – zabytkowy pałac wybudowany w pierwsza połowie XIX w. w Milikowicach, wsi w Polsce, w województwie dolnośląskim, w powiecie świdnickim, w gminie Jaworzyna Śląska.

## Historia
Dwupiętrowy pałac zbudowany na planie prostokąta. w stylu neogotyckim, prawdopodobnie w latach 30. XIX stulecia, znajduje się w stanie ruiny. W drugiej połowie XIX w. był przebudowywany i utracił część swoich cech stylowych. Obiekt jest częścią zespołu pałacowego, w skład którego wchodzi jeszcze park, obecnie komunalny, położony przy drodze do Mokrzeszowa; założony w latach 30. XIX wieku, na powierzchni 16 hektarów, w formie dużego trójkąta, nosi w sobie, mimo zniekształceń, ślady założenia romantycznego. Jest podzielony licznymi alejami, wzbogacony ciekami wodnymi, o zróżnicowanym drzewostanie, w tym także o charakterze pomnikowym. Należy do ciekawszych w tej części Śląska. z terenami ogrodów gospodarczych.